# Bernhard Gröschel
Bernhard Gröschel (ur. 19 czerwca 1939 w Nowy Bór, zm. 4 października 2009 w Münster) – niemiecki językoznawca, slawista, doktor nauk humanistycznych, wykładowca akademicki.

## Życiorys
Studiował filologię słowiańską, językoznawstwo ogólne, komunikologię i fonetykę na Uniwersytecie Reńskiem Fryderyka Wilhelma w Bonn i doktoryzował się w 1967. Od 1967 do 1976 pracował jako nauczyciel akademicki w Instytucie Językoznawstwa i w Instytucie Komunikologii Uniwersytetu w Bonn. W latach 1977–2004 był wykładowcą w Instytucie Językoznawstwa Ogólnego Westfalskiego Uniwersytetu Wilhelma w Münsterze.

## Wybrane publikacje
- Die Sprache Ivan Vyšenśkyjs: Untersuchungen und Materialien zur historischen Grammatik des Ukrainischen, Böhlau Verlag, Köln i Wien 1972, s. 384 (Slavistische Forschungen, Bd. 13) ISBN 3-412-04372-9
- Materialistische Sprachwissenschaft, Beltz, Weinheim i Basel 1978, s. 239 (Pragmalinguistik, Bd. 15) ISBN 3-407-58026-6
- Sprachnorm, Sprachplanung und Sprachpflege, Institut für Allgemeine Sprachwissenschaft der Westfälischen Wilhelms-Universität, Münster 1982, s. 232 (Studium Sprachwissenschaft, Bd. 6)
- (współautor Elena Parwanowa) Russisch-deutsches Wörterbuch der linguistischen Terminologie: Band 1 i 2, Institut für Allgemeine Sprachwissenschaft der Westfälischen Wilhelms-Universität, Münster 1985, s. 935 (Studium Sprachwissenschaft, Beiheft 3)
- Die Presse Oberschlesiens von den Anfängen bis zum Jahre 1945: Dokumentation und Strukturbeschreibung, Gebr. Mann, Berlin 1993, s. 447 (Schriften der Stiftung Haus Oberschlesien: Landeskundliche Reihe, Bd. 4) ISBN 3-7861-1669-5
- Studien und Materialien zur oberschlesischen Tendenzpublizistik des 19. und 20. Jahrhunderts, Gebr. Mann, Berlin 1993, s. 219 (Schriften der Stiftung Haus Oberschlesien: Landeskundliche Reihe, Bd. 5) ISBN 3-7861-1698-9
- Themen und Tendenzen in Schlagzeilen der Kattowitzer Zeitung und des Oberschlesischen Kuriers 1925 – 1939: Analyse der Berichterstattung zur Lage der deutschen Minderheit in Ostoberschlesien, Gebr. Mann, Berlin 1993, s. 188 (Schriften der Stiftung Haus Oberschlesien: Landeskundliche Reihe, Bd. 6) ISBN 3-7861-1719-5
- (współautorzy Clemens-Peter Herbermann i Ulrich Hermann Waßner) Sprache & Sprachen: Teil 1: Fachsystematik der allgemeinen Sprachwissenschaft und Sprachensystematik ; mit ausführlichen Terminologie- und Namenregistern, Harrassowitz, Wiesbaden 1997, s. 630, ISBN 3-447-03948-5
- (współautorzy Clemens-Peter Herbermann i Ulrich Hermann Waßner) Sprache & Sprachen: Teil 2: Thesaurus zur allgemeinen Sprachwissenschaft und Sprachenthesaurus, Harrassowitz, Wiesbaden 2002, s. 389, ISBN 3-447-04567-1
- Das Serbokroatische zwischen Linguistik und Politik: mit einer Bibliographie zum postjugoslavischen Sprachenstreit, Lincom Europa, München 2009, s. 451, (Lincom Studies in Slavic Linguistics, Bd. 34), ISBN 978-3-929075-79-3, Inhaltsverzeichnis.[1]